# Vinca major
Vinca major, llamada popularmente hierba doncella, es una planta originaria de la región mediterránea de Europa y del Asia Menor, desde España hasta Turquía y naturalizada y cultivada en el mundo entero.

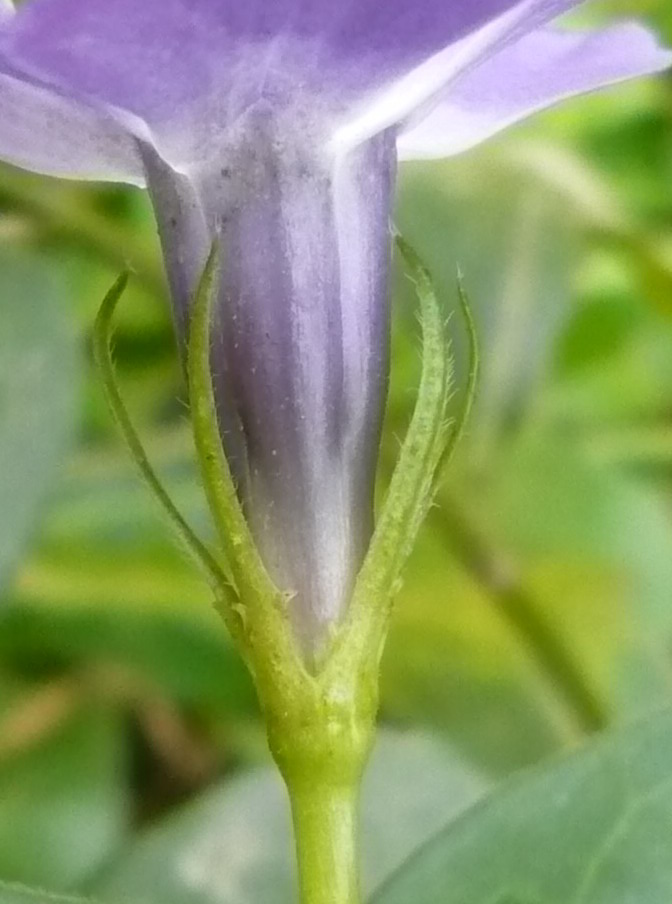
Vista de los sépalos peludos.

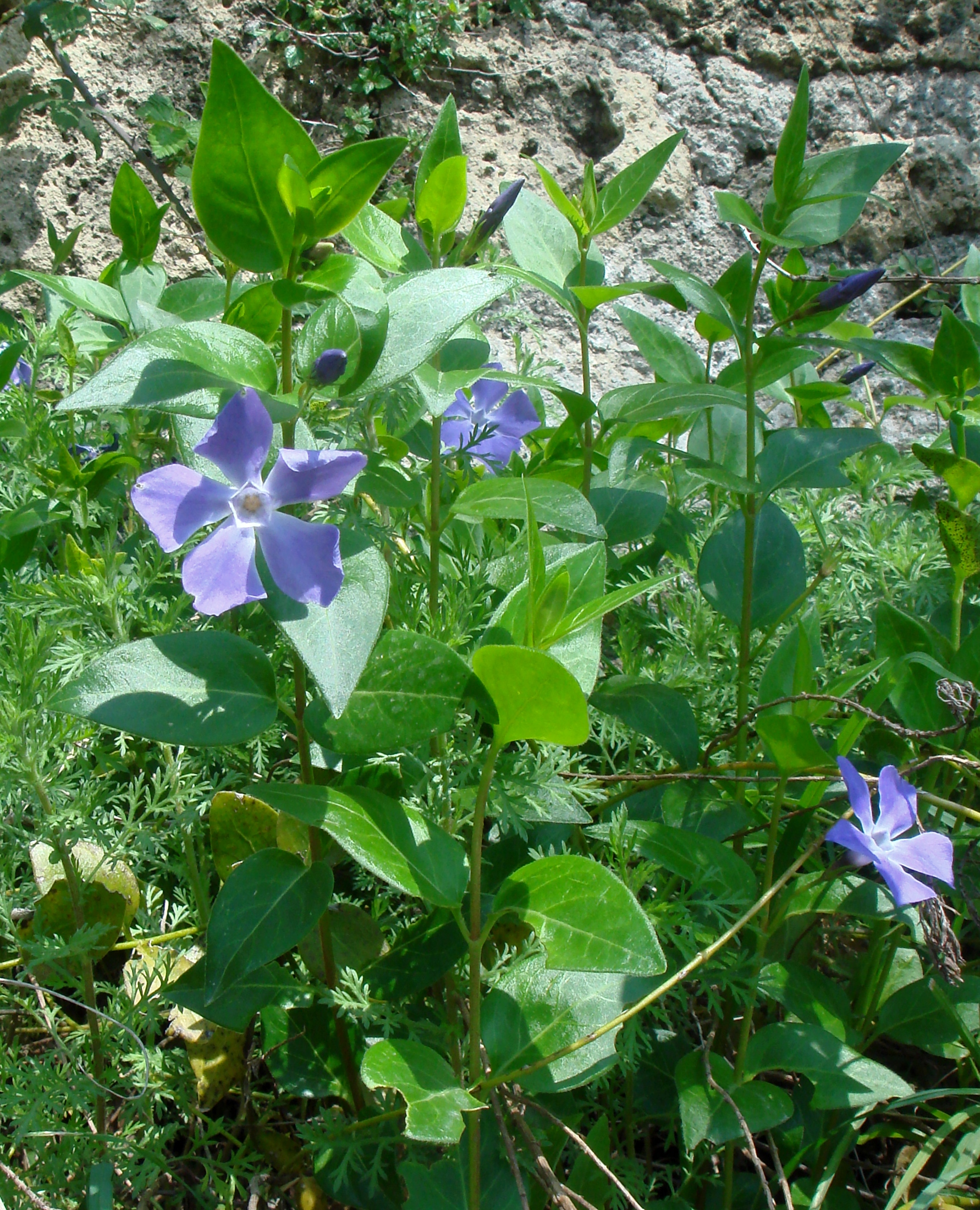
Vista de la planta en su hábitat.

## Descripción
Arbusto con una altura no muy superior a 1 metro, perenne con tallos erectos y cortos. Hojas 3-8 × 2-5 cm, aovadas a lanceoladas, la mayoría glabras, en ocasiones ciliadas a lo largo de los márgenes, las nervaduras secundarias, 4-7 pares, la base redondeada a cordata, el ápice obtuso a agudo, pecíolos 1-2 cm. Tiene inflorescencias axilares, pero consiste en una sola flor usualmente azul-púrpura o azul localizada en las axilas foliares alternas a lo largo del tallo; pedúnculo/pedicelo floral usualmente de 2-4 cm, curvado. Flores con los sépalos 10-18 mm, linear-triangulares, persistentes, ciliados; corola con el tubo (12-)15-20(-25) mm, expandiéndose en diámetro hacia el ápice, los lobos usualmente 15-20 × 5-12 mm, lanceolados a oblanceolados; estambres insertados cerca de la abertura del tubo de la corola; ovario con 2 nectarios, el estilo terete, delgado, la cabezuela estigmática con un borde basal y pelos apicales agrupados. Frutos 2.5-3.5(-5) cm, alargados, ligeramente curvados, glabros; semillas pocas por fruto, desnudas, ligeramente comprimidas, oblongas, ligeramente foveoladas.

## Usos
En jardinería, setos no muy altos, rincones húmedos, claros y relleno de las bases de árboles.
Otro uso interesante de especies del género Vinca es la extracción de una serie de medicamentos conocidos en conjunto como alcaloides de la Vinca. Estos se utilizan para el tratamiento de diferentes formas de cáncer.
Contiene los siguientes principios activos: Vinblastina, Vincristina, Vindesina y Vinorelbina son los cuatro compuestos hasta ahora aislados de este grupo de plantas.

## Taxonomía
Vinca major fue descrita por Carlos Linneo y publicado en Species Plantarum 1: 209. 1753.
Citología
Tiene un número de cromosomas de: 2n=92
Sinonimia
- Pervinca major (L.) Garsault
- Vinca major var. variegata LOUDON	[4][5]

## Nombres comunes
Brusela, brusela mayor, de viña en viña, enredadera, fincavervinca, hiedra, hierba doncella, laurel de Dafne, ojos azules, ojos llorosos, pervinca, pervíncola, pusela, siempreverde, vincapervinca, vincapervinca mayor, violeta, violeta de las brujas, violeta de los hechiceros, violeta de burro, violeta de El Paular, yerba doncella, yerba doncella de hoja ancha.